# Королевская военная академия Чулачомклао
Королевская военная академия Чулачомклао (CRMA) (тайск. โรงเรียนนายร้อยพระจุลจอมเกล้า, Rongreiyn nayroy phra chulachomklao или รร.จปร.) — военная академия Королевской тайской армии (КТА). Основана в 1887 году. Академию закончили большинство из Таиландских военачальников, многие из которых стали Тайскими премьер-министрами. Академия имеет интенсивную программу обучения. На каждом её отделении учатся около 200 курсантов.

## История
Королевская военная академия Чулачомклао была основана 5 августа 1887 года королём Чулачомклао (король Рама V), также известного как король Чулалонгкорн. Изначально она называлась Королевская военная академия. 1 января 1948 года Королевская военная академия была объединена с Политехническим институтом Королевской тайской армии и получила название Королевская военная академия Чулачомклао в честь короля Чулачомклао.
Королевская военная академия Чулачомклао изначально размещалась во дворце Саранром в Бангкоке. Там она функционировала в течение 77 лет. В 1909 году академия переехала на Ратчадамноен авеню в Бангкоке. 10 июля 1986 года академия переехала в новый учебный комплекс в Као Ча-Нгоке, район Муанг в провинции Накхон Найок, 140 км к северо-востоку от Бангкока.

## Курсанты
В Королевскую военную академию Чулачомклао принимают на учёбу только мужчин после трех лет обучения в Военной подготовительной школе (AFAPS).
Каждый учебный год восемь-десять курсантов получают стипендии Королевской тайской армии. Это почетные стипендии и их выдают курсантам, отличившимся в учёбе.
В конце четвёртого курса курсантам выпускникам со степенью бакалавра присваивается звание лейтенанта Королевской тайской армии.
В состав Королевской военной академии Чулачомклао входят: центральный корпус академии, кадетские корпуса, где проживают курсанты, учебный отдел, отдел военного образования, секции общефизической подготовки, секции обслуживания, пехотный батальон поддержки.
Ежедневный график обучения курсантов следующий: подъём в 05:30. Личная гигиена в течение одного часа, завтрак. Занятия начинаются в 08:00 и заканчиваются в 15:00. Курсанты ежедневно занимаются военной подготовкой и спортом с 15:30 до 17:00. Самоподготовка запланирована на время после ужина — с 19:00 до 21:00.
Ежегодная военная подготовка курсантов проводится в январе после второго учебного семестра. Каждое курс проходит также специальную подготовку. Например, курсанты первого курса проходят обучение в пехотном центре. Курсанты третьего курса проходят парашютную подготовку.

## Учебные программы
Учебные программы академии различны для бакалавров технических наук, бакалавров наук и бакалавров общественных наук:
- Для бакалавров технических наук:
  - Машиностроение;
  - Телекоммуникации? электротехника;
  - Вычислительная техника;
  - Гражданское строительство;
  - Промышленный инжиниринг;
  - Промышленное производство боеприпасов;
  - Силовая электротехника;
  - Авиационная техника;
- Для бакалавров наук:
  - Информатика;
  - Общие науки;
  - Науки об окружающей среде;
  - Информационные технологии;
  - Прикладная химия;
- Для бакалавров общественных наук;
  - Социальные науки;
  - Государственное управление;
  - Управление.

## Выпускники
- Фельдмаршал Пибун Сонгкрам, премьер-министр в 1938—1944 и 1948—1957 годах.
- Фельдмаршал Сарит Танарат, премьер-министр, военный диктатор в 1957—1963 годах.
- Фельдмаршал Таном Киттикачон, премьер-министр в 1963—1973 годах.
- Фельдмаршал Прапат Чарусатьен, вице-премьер в 1963—1973 годах.
- Полковник Наронг Киттикачон, генеральный секретарь военной хунты в 1971—1972 годах.
- Генерал Прем Тинсуланон, премьер-министр в 1980—1988 годах.
- Генерал Сурайуд Чуланон, премьер-министр в 2006—2008 годах.
- Генерал Прают Чан-Оча, премьер-министр Таиланда с 2014 года.

- Фельдмаршал Плаек Фибунсонгхрам (Plaek Phibunsongkhram), третий премьер-министр Таиланда
- Фельдмаршал Сарит Танарата, 11-й премьер-министр
- Генерал Прем Тинсуланон, 16-й премьер-министр
- Генерал Сурайуд Чуланон, 24-й премьер-министр
- Генерал Прают Чан-Оча, премьер-министр с 2014 года